# Universidad Estatal de Moldavia
La Universidad Estatal de Moldavia (en rumano: Universitatea de Stat din Moldova, en ruso: Молдавский государственный университет, USM) es una institución de educación superior situada en la ciudad de Chisináu, la capital de Moldavia. Fue fundada el 1 de octubre de 1946.

## Facultades
La universidad se organiza en trece facultades:
1. Biología y Edafología
2. Química y Tecnología Química
3. Leyes
4. Física
5. Historia y Filosofía
6. Periodismo y Ciencias de la Comunicación
7. Lenguas y Literaturas Extranjeras
8. Letras
9. Matemáticas y Ciencias de la Computación
10. Psicología y Ciencias de la Educación
11. Relaciones Internacionales, Ciencias Políticas y Administrativas
12. Sociología y Asistencia Social
13. Ciencias económicas